# Памятник детям войны (Красноярск)
Памятник детям войны — памятник в Красноярске детям, ставшим жертвой Ленинградской блокады в Великой Отечественной войне.
Монумент установлен на проспекте Мира (Владимирская площадь). Авторы: архитектор А. Б. Касаткин, скульптор К. М. Зинич.
Памятник изготовлен из бронзы и отлит в Екатеринбурге; постамент выполнен из гранита, площадка вокруг монумента уложена тротуарной плиткой. Решением городского совета ветеранов и администрации Красноярска композицию назвали «Детям войны».

## История
По архивным данным в Красноярский край было вывезено из Ленинграда около одиннадцати тысяч человек, в том числе полторы тысячи детей. Многие, изможденные от голода и страданий, умерли в дороге. Те, что добрались до места назначения и выжили, стали сибиряками. Вдохновителем проекта этого монумента стала Валентина Степановна Антонова, руководитель общества «Блокадник», которая приехала в Красноярск из осадного Ленинграда в возрасте 7 лет и приложила все усилия для того, чтобы увековечивать память о тех, кто из всех сил сопротивлялся смерти.
В 1991 году по инициативе Антоновой начался сбор средств для создания памятника. Было собрано более 200 тысяч, но в результате обсуждений эскиза и выбора место расположения памятника, его стоимость выросла в несколько раз. Несмотря на трудности в 2003 году проект памятника был утверждён и скульптор Константин Зинич создал скульптурную группу двух детей, копируя своих собственных — восьмилетнюю дочь Кариму и пятилетнего сына Эрнеста.
Открытие памятника состоялось 7 мая 2005 года в канун 60-летия Великой Победы. На нём изображены две бронзовые фигуры: девочка, которая держит кусочек хлеба — суточный паёк ленинградцев, и малыш с бидончиком, в котором носили воду из реки Невы. В ногах детей лежит кораблик со сломанной мачтой. За спиной — санки, на которых перевозили погибших ленинградцев к братским могилам. Скульптурная композиция расположена на фоне звена решётки Летнего сада в Ленинграде. На церемонию открытия памятника приезжал поэт Илья Резник, который, будучи ребёнком, пережил блокаду Ленинграда. Специально для этого события была написана песня «Дети войны».